# IC 868/1
IC 868/1 је спирална галаксија у сазвијежђу Береникина коса која се налази на листи објеката дубоког неба у Индекс каталогу.
Деклинација објекта је + 20° 36' 44" а ректасцензија 13h 17m 28,5s. Привидна величина (магнитуда) објекта IC 868 износи 14,6 а фотографска магнитуда 15,4. IC 8681 је још познат и под ознакама MCG 4-31-21, CGCG 130-28, PGC 46281.